# Gerhard Track
Gerhard Track (* 17. September 1934 in Wien; † 24. April 2022) war ein österreichischer Komponist, Chorleiter und Hochschullehrer. Er komponierte über 600 Werke, gründete zwei Orchester, mehrere Chöre und ein Festival. Als Professor wirkte er in Österreich und den USA.

## Leben
Gerhard Track war Sohn des Kabarettisten und Komponisten Ernst Track. Von 1942 bis 1948 war er Mitglied der Wiener Sängerknaben. Er absolvierte die Lehrerbildungsanstalt Wien und studierte an der Universität für Musik und darstellende Kunst Wien Dirigieren bei Hans Swarowsky und Musiktheorie bei Otto Siegl.
Von 1953 bis 1958 war er der jüngste Chorleiter eines Konzertchors der Wiener Sängerknaben und gründete den Chorus Viennensis. Konzertreisen leitete er in den USA, Kanada, Japan und in europäischen Ländern.
Im Jahr 1958 heiratete er die Konzertpianistin Micaela Maihart, mit der er zwei Söhne hatte. Im selben Jahr nahm er eine Professur an der St. John’s University in Collegeville, Minnesota, USA an. Er leitete das St. John’s Symphonie-Orchester und den St. John’s University Men’s Chorus. Mit diesem Chor gewann er 1962 und 1965 erste Preise beim 16. und 19. International Eisteddfod in Llangollen, Wales und unternahm Konzertreisen nach Europa, den Bahamas und den Vereinigten Staaten. Im Jahr 1969 wurde er Music Director des Pueblo Symphonie-Orchesters in Pueblo, Colorado, USA. Er gründete den Pueblo Symphonie-Chor und ein Jugendorchester-Programm sowie ein Mozart-Festival, das alljährlich im Jänner stattfand. An der University of Southern Colorado hatte er einen Lehrstuhl, der von der lokalen Thatcher-Stiftung für ihn gegründet wurde. Mit seinen Ensembles in Pueblo unternahm er Konzertreisen in den USA und in Europa.
Nachdem er im Jahr 1986 nach Wien zurückgekehrt war, übernahm er bis zum Jahr 1997 die Leitung der Chorvereinigung „Jung-Wien“, leitete von 1990 bis 2003 den „Wiener Männergesang-Verein“ und gründete das „Orchester Pro Musica International“ sowie das „Wiener Serenaden-Orchester“. Nach zweijähriger Tätigkeit als Lehrbeauftragter an der Hochschule für Musik und darstellenden Kunst Wien und am Konservatorium der Stadt Wien wurde er 1989 zum Direktor der „Musiklehranstalten der Stadt Wien“ (Konservatorium, 17 Musikschulen und ein Kindersingschulprogramm) bestellt. Nach seiner Pensionierung im Jahr 1999 wirkte Track weiter international als Gastdirigent verschiedener Orchester in Europa, USA, Kanada, Japan, Australien, Hong-Kong, Taiwan, China und Griechenland. Er leitete Chor- und Orchester-Workshops in aller Welt.

## Auszeichnungen
- 1974: Goldenes Ehrenzeichen für Verdienste um die Republik Österreich[3]
- 2002: Ehrenkreuz für Wissenschaft und Kunst I. Klasse[5]
- 2002: Goldenes Ehrenzeichen um Verdienste um das Land Wien

## Werke (Auswahl)
Die Auswahl orientiert sich am Werkverzeichnis bei music austria.
- Festlicher Prolog – für Orchester, gemischten Chor und Solostimme Bariton nach Texten von Rudolf Berdach, op. 12 (1953)
- Wien – Kantate für Knabenchor, Männerchor, Baßsolo und Orchester, op. 30 (1954)
- Festliches Spiel – für Klavier und Orchester, op. 36 (1955)
- Hymnus – Homage an Anton Bruckner für Orchester, op. 50 (1958)
- Concertino für Klavier und Orchester – für Streicher und Klavier solo, op. 56 (1958)
- Leben – Kantate für Sopran Solo, gemischten Chor und Orchester nach Texten von Rudolf Berdach, op. 74 (1959)
- Andreas Hofer Legende – für Männerchor ad lib. und Orchester, op. 73 (1959)
- Souvenir de Vienne – nach Melodien aus der „Fledermaus“ von J. Strauss, bearbeitet für Klaviersolo und Orchester, op. 108 (1962)
- In dulci jubilo – Ouverture für Orchester, op. 100 (1962)
- Mass in Honor of Queen of Peace – Messe zu Ehren der Himmelskönigin, op. 51 (1966)
- Festival of carols – Potpourri für gemischten Chor und Orchester, op. 159 (1967)
- There is a God – für Chor, gemischten Chor und Orchester nach Texten von Abraham Lincoln und John F. Kennedy, op. 158 (1968)
- Neuberger Festmesse – für Orchester, gemischten Chor und Solostimme Mezzosopran, op. 195 (1970)
- All men seek God – Kantate für Sopran, Alt, gemischten Chor und Orchester, op. 174 (1970)
- Missa Brevis – Salzburger Messe für Chor, gemischten Chor und Orchester, op. 207 (1973)
- Sakura – Walzer für Orchester, op. 208 (1973)
- Minnequa – Oper (1976)
- 3 Spirituals für Orchester – op. 262 (1977)
- Rhapsody of Spirituals – für Chor, gemischten Chor, Orchester und Solostimme Mezzosopran, op. 263 (1978)
- Christmas at home – für Chor und gemischten Chor, op. 264 (1978)
- O Lord Most High – für Chor, gemischten Chor und Orchester nach einer Melodie von W.A. Mozart, op. 210 (1978)
- This Most Glorious Day / Gifts of Christmas – für Chor, gemischten Chor, Orchester und Solostimme Sopran, op. 225 (1978)
- Unterwegs durch Zeit und Leben – für Chor, Kinderchor, Männerchor, gemischten Chor und Orchester mit Klavier solo und Solostimme Tenor nach Texten von Karl Skala, op. 267 (1979)
- Festiva Music (for Enid) – Orchesterfassung ohne Chor von opus 266, op. 266b (1979)
- Deum namque ire per omnes – für Chor, gemischten Chor, Orchester mit Solo für vier Trompeten und vier Posaunen, op. 266a (1979)
- Psalmenkantate – für gemischten Chor und Orchester, op. 268 (1979)
- This World – Diese Welt – Kantate für Tenor, gemischten Chor und Orchester, op. 269 (1979)
- Peace – Friede – für Chor, gemischten Chor, Orchester mit Solostimme Bariton nach Texten von Gerhard Track und P. Graves, op. 285 (1980)
- Suite Viennoise – für Streichorchester und Soloinstrument Violine, op. 292 (1982)
- Christmas treasures from centuries – für Chor, gemischten Chor und Orchester, op. 326 (1982)
- Festival Music – For Symphonic Band, op. 388 (1987)
- Deutsche Messe „Alles liegt in deiner Hand“ – für gemischten Chor nach Texten von Karl Skala, op. 391 (1991)
- Dumba-Messe – für Chor, Männerchor, gemischten Chor und Orchester mit Solostimmen Sopran und Bariton, op. 441 (1993)
- Abraham und Isaak – Oratorium für 6 Vokalisten, gemischten Chor, Orgel, Streichorchester und Pauken nach Texten von Herbert Vogg, op. 619 (2006)
- Amadeus 2006 – für Streichorchester, op. 617 (2006)